# Aiphanes grandis
Aiphanes grandis Borchs. & Balslev es una especie de plantas de la familia de las palmeras (Arecaceae).

## Distribución y hábitat
Es endémica de Ecuador. Su hábitat natural son las regiones tropicales o subtropicales húmedas de tierras bajas y los bosques subtropicales y tropicales húmedos de montaña. Está tratada en peligro de extinción por la pérdida de hábitat.
Es una palmera endémica de Ecuador, donde se sabe de cuatro subpoblaciones aisladas en la región andina, entre 1000 y 3000 m de altitud. En el norte de los Andes, conocido en la antigua carretera Quito-Santo Domingo, en Pichincha y una localización desconocida en la provincia de Bolívar. En el sur de los Andes, conocida dos subpoblaciones en Sambotambo y Orianga. Ninguno de los conocidos se encuentran dentro de las subpoblaciones de la red de áreas protegidas de Ecuador, pero la especie debe ser buscada en la Reserva Ecológica Los Ilinizas. La destrucción del hábitat es la principal amenaza.

## Taxonomía
Aiphanes grandis fue descrito por Borchs. & Balslev y publicado en Nordic Journal of Botany 9: 388, f. 1B. 1989.
Etimología
Aiphanes: nombre genérico que está formado por los vocablos griegos aei, "siempre", y phanes, "vistoso".
grandis: epíteto latino que significa "grande".